# 모리사키 고지
모리사키 고지(일본어: 森崎 﨑司, 1981년 5월 9일 ~ )는 일본의 전 축구 선수이다.

## 구단 경력
2000년 J1리그의 산프레체 히로시마에 입단했다. 2016년까지 335경기에 출전하여, 65득점을 넣었다. 2012년, 2013년, 2015년 3번의 J1리그 우승을 차지했다. 2016년후 현역 은퇴.

## 국가대표팀 경력
그는 2001년 FIFA 세계 청소년 축구 선수권 대회에 참가할 일본 U-20 국가대표팀에 발탁되었으며, 2경기에 출전했다.
2004년 하계 올림픽에 참가할 일본 U-23 국가대표팀에도 발탁되었으며, 3경기에 출전했다.